# Greg Taylor
Greg John Taylor (Greenock, 5 november 1997) is een Schots voetballer die doorgaans speelt als linksback. In juli 2025 verruilde hij Celtic voor PAOK Saloniki. Taylor maakte in 2019 zijn debuut in het Schots voetbalelftal.

## Clubcarrière
Taylor speelde in de jeugd van Rangers en Kilmarnock. Hier speelde hij zijn eerste professionele wedstrijd op 14 mei 2016, toen in de Premiership met 2–4 verloren werd tegen Dundee United. Namens die club opende Mark Durnan de score, waarna Kilmarnock de voorsprong pakte door treffers van Kallum Higginbotham en Tope Obadeyi. Na de rust scoorde Simon Murray tweemaal voor Dundee United en Harry Souttar besliste de score op 2–4. Taylor mocht van coach Lee Clark als basisspeler aan het duel beginnen en hij speelde de volle negentig minuten mee.
In september 2019 werd de vleugelverdediger overgenomen door Celtic, waar hij zijn handtekening zette onder een verbintenis voor de duur van vier seizoenen. In zijn eerste seizoen bij Celtic won hij met de club zowel het landskampioenschap als de twee Schotse bekertoernooien. Zijn contract werd in november 2021 opengebroken en met een jaar verlengd tot medio 2025. Uiteindelijk won Taylor in zes seizoenen bij Celtic vijfmaal het kampioenschap. Na het aflopen van zijn verbintenis verkaste hij naar PAOK Saloniki, waar hij voor drie jaar tekende.

## Clubstatistieken
| Seizoen | Club          | Competitie   | Competitie | Competitie | Beker | Beker | Internationaal | Internationaal | Totaal | Totaal |
| Seizoen | Club          | Competitie   | Wed.       | Dlp.       | Wed.  | Dlp.  | Wed.           | Dlp.           | Wed.   | Dlp.   |
| ------- | ------------- | ------------ | ---------- | ---------- | ----- | ----- | -------------- | -------------- | ------ | ------ |
| 2015/16 | Kilmarnock    | Premiership  | 1          | 0          | 1     | 0     | —              | —              | 2      | 0      |
| 2016/17 | Kilmarnock    | Premiership  | 34         | 0          | 4     | 0     | —              | —              | 38     | 0      |
| 2017/18 | Kilmarnock    | Premiership  | 38         | 0          | 7     | 0     | —              | —              | 45     | 0      |
| 2018/19 | Kilmarnock    | Premiership  | 36         | 1          | 5     | 0     | —              | —              | 41     | 1      |
| 2019/20 | Kilmarnock    | Premiership  | 2          | 0          | 1     | 0     | 2              | 0              | 5      | 0      |
| 2019/20 | Celtic        | Premiership  | 12         | 0          | 3     | 0     | 2              | 0              | 17     | 0      |
| 2020/21 | Celtic        | Premiership  | 26         | 0          | 1     | 0     | 5              | 1              | 32     | 1      |
| 2021/22 | Celtic        | Premiership  | 24         | 0          | 4     | 1     | 7              | 0              | 35     | 1      |
| 2022/23 | Celtic        | Premiership  | 31         | 3          | 6     | 0     | 6              | 0              | 43     | 3      |
| 2023/24 | Celtic        | Premiership  | 35         | 3          | 4     | 0     | 6              | 0              | 45     | 3      |
| 2024/25 | Celtic        | Premiership  | 28         | 0          | 3     | 0     | 8              | 0              | 39     | 0      |
| 2025/26 | PAOK Saloniki | Super League | 0          | 0          | 0     | 0     | 0              | 0              | 0      | 0      |
| Totaal  | Totaal        | Totaal       | 267        | 7          | 39    | 1     | 36             | 1              | 342    | 9      |

Bijgewerkt op 1 juli 2025.

## Interlandcarrière
Taylor maakte zijn debuut in het Schots voetbalelftal op 11 juni 2019, toen een kwalificatiewedstrijd voor het EK 2020 gespeeld werd tegen België. Door twee doelpunten van Romelu Lukaku en een van Kevin De Bruyne wonnen de Belgen het duel met 3–0. Taylor mocht van bondscoach Steve Clarke in de basis beginnen en hij speelde het gehele duel mee. In mei 2021 werd Taylor door Clarke opgenomen in de selectie van Schotland voor het uitgestelde EK 2020. Op het toernooi werd Schotland uitgeschakeld in de groepsfase, na nederlagen tegen Tsjechië (0–2) en Kroatië (3–1) en een gelijkspel tegen Engeland (0–0). Taylor kwam niet in actie. Zijn toenmalige teamgenoten Callum McGregor, Ryan Christie, David Turnbull en James Forrest (allen eveneens Schotland) waren ook actief op het EK.
In mei 2024 werd Taylor door Clarke opgenomen in de voorselectie voor het EK 2024 in Duitsland. Later werd hij ook onderdeel van de definitieve selectie voor het toernooi. Schotland werd in de groepsfase uitgeschakeld na nederlagen tegen Duitsland (5–1) en Hongarije (0–1) en een gelijkspel tegen Zwitserland (1–1). Taylor kwam op het EK niet in actie. Zijn toenmalige clubgenoten Anthony Ralston, Callum McGregor en James Forrest (allen eveneens Schotland) waren ook actief op het toernooi.
| Interlands van Greg Taylor voor Schotland | Interlands van Greg Taylor voor Schotland | Interlands van Greg Taylor voor Schotland | Interlands van Greg Taylor voor Schotland | Interlands van Greg Taylor voor Schotland | Interlands van Greg Taylor voor Schotland |
| №                                         | Datum                                     | Wedstrijd                                 | Uitslag                                   | Competitie                                | Goals                                     |
| Als speler bij Kilmarnock                 | Als speler bij Kilmarnock                 | Als speler bij Kilmarnock                 | Als speler bij Kilmarnock                 | Als speler bij Kilmarnock                 | Als speler bij Kilmarnock                 |
| ----------------------------------------- | ----------------------------------------- | ----------------------------------------- | ----------------------------------------- | ----------------------------------------- | ----------------------------------------- |
| 1                                         | 11 juni 2019                              | België – Schotland                        | 3 – 0                                     | EK 2020 kwalificatie                      |                                           |
| Als speler bij Celtic                     |                                           |                                           |                                           |                                           |                                           |
| 2                                         | 16 november 2019                          | Cyprus – Schotland                        | 1 – 2                                     | EK 2020 kwalificatie                      |                                           |
| 3                                         | 19 november 2019                          | Schotland – Kazachstan                    | 3 – 1                                     | EK 2020 kwalificatie                      |                                           |
| 4                                         | 14 oktober 2020                           | Schotland – Tsjechië                      | 1 – 0                                     | Nations League 2020/21                    |                                           |
| 5                                         | 2 juni 2021                               | Nederland – Schotland                     | 2 – 2                                     | Vriendschappelijk                         |                                           |
| 6                                         | 24 maart 2022                             | Schotland – Polen                         | 1 – 1                                     | Vriendschappelijk                         |                                           |
| 7                                         | 14 juni 2022                              | Armenië – Schotland                       | 1 – 4                                     | Nations League 2022/23                    |                                           |
| 8                                         | 21 september 2022                         | Schotland – Oekraïne                      | 3 – 0                                     | Nations League 2022/23                    |                                           |
| 9                                         | 24 september 2022                         | Schotland – Ierland                       | 2 – 1                                     | Nations League 2022/23                    |                                           |
| 10                                        | 27 september 2022                         | Oekraïne – Schotland                      | 0 – 0                                     | Nations League 2022/23                    |                                           |
| 11                                        | 17 oktober 2023                           | Frankrijk – Schotland                     | 4 – 1                                     | Vriendschappelijk                         |                                           |
| 12                                        | 16 november 2023                          | Georgië – Schotland                       | 2 – 2                                     | EK 2024 kwalificatie                      |                                           |
| 13                                        | 19 november 2023                          | Schotland – Noorwegen                     | 3 – 3                                     | EK 2024 kwalificatie                      |                                           |
| 14                                        | 7 juni 2024                               | Schotland – Finland                       | 2 – 2                                     | Vriendschappelijk                         |                                           |

Bijgewerkt op 1 juli 2025.

## Erelijst
| Premiership  | 5 | 2019/20, 2021/22, 2022/23, 2023/24, 2024/25 |
| Scottish Cup | 3 | 2019/20, 2022/23, 2023/24                   |
| League Cup   | 4 | 2019/20, 2021/22, 2022/23, 2024/25          |